# Isolate (álbum)
Isolate é o segundo álbum de estúdio da banda norueguesa de metal progressivo Circus Maximus.
| N.º            | Título                     | Duração |  |
| 1.             | "A Darkened Mind"          | 5:33    |  |
| 2.             | "Abyss"                    | 5:00    |  |
| 3.             | "Wither"                   | 4:46    |  |
| 4.             | "Sane No More"             | 3:55    |  |
| 5.             | "Arrival of Love"          | 4:10    |  |
| 6.             | "Zero"                     | 4:50    |  |
| 7.             | "Mouth of Madness"         | 12:42   |  |
| 8.             | "From Childhood's Hour..." | 4:28    |  |
| 9.             | "Ultimate Sacrifice"       | 9:17    |  |
| Duração total: | Duração total:             | 54:41   |  |